# 席克斯特租車
席克斯特租車（德語：Sixt GmbH & Co. Autovermietung KG）乃德國一家經營汽車租賃的跨國公司，其母公司為股票上市的席克斯特集團（ETR: SIX2）。在德國、奧地利、瑞士和以色列等市場，該公司的市佔率排名第一。

## 公司沿革與概要
1912年馬汀·席克斯特（Martin Sixt）以兩輛梅賽德斯與一輛道依茨豪華敞篷車創立了「席克斯特汽車旅遊與自駕公司」（Sixt Autofahrten und Selbstfahrer）。這是德國第一家汽車租賃公司，提供旅遊套裝或客製化行程。該公司採會員制營運，而顧客多半以英國貴族或美國有錢人居多。後來由於爆發第一次世界大戰，1914年該公司的車輛設備都被陸軍最高統帥部沒收充公。
第一次世界大戰結束後，席克斯特另起爐灶，1919年在德國巴伐利亞州慕尼黑縣買下一個店面繼續經營租車生意，並於1927年將該公司傳給姪子漢斯·席克斯特（Hans Sixt）。1938年因各國對德國的經濟抵制，導致該公司收入銳減。翌年德意志國防軍沒收該公司所有車輛，僅在穀倉內藏匿一輛梅賽德斯230七人座半敞篷車。可惜的是漢斯·席克斯特於1945年5月去世，翌年該公司員工以那輛梅賽德斯230半敞篷車東山再起，以計程車的方式載送美國軍人。
直到1951年成立了「席克斯特汽車」（Auto Sixt），1966年並在法蘭克福機場與慕尼黑成立營業所。1969年席克斯特家族的第三代埃里希·席克斯特（Erich Sixt，也就是現任董事長）出任掌管該公司，在他的領導下，該公司1977年在德國各大主要機場皆設有營業據點，並於1982年再度更名成「席克斯特汽車出租有限公司」（Sixt Autovermietung GmbH）。
1986年「席克斯特集團」（Sixt Aktiengesellschaft）成立，並且股票上市，該公司迅速擴張業務規模，兩年後成立「席克斯特租賃公司」（Sixt Leasing GmbH），1990年更設置瑞士分公司（Sixt Autovermietung Schweiz）。1993年該集團重新調整組織架構，席克斯特集團劃分成控股公司，汽車租賃之業務則劃分給席克斯特汽車租賃公司（Sixt GmbH & Co Autovermietung KG）。直到1998年，該公司的租車業務已經遍及義大利、愛爾蘭、荷蘭、匈牙利、西班牙、葡萄牙、馬耳他、突尼西亞、捷克、摩納哥、馬提尼克、瓜德羅普、留尼汪、紐西蘭等國家地區。而其他像美國、英國、法國、中國、非洲、中南美洲等地的業務則透過合作夥伴經營。此外，該集團與漢莎航空、全美航空、中華航空、文萊皇家航空、科威特航空、塞爾維亞航空、翠鳥航空、保加利亞航空等航空公司皆有合作夥伴關係。
2013年席克斯特更名為「Sixt SE」，並登記為合法公司組織。2015年5月席克斯特集團旗下席克斯特租賃公司（Sixt Leasing AG）於法蘭克福證券交易所股票上市。

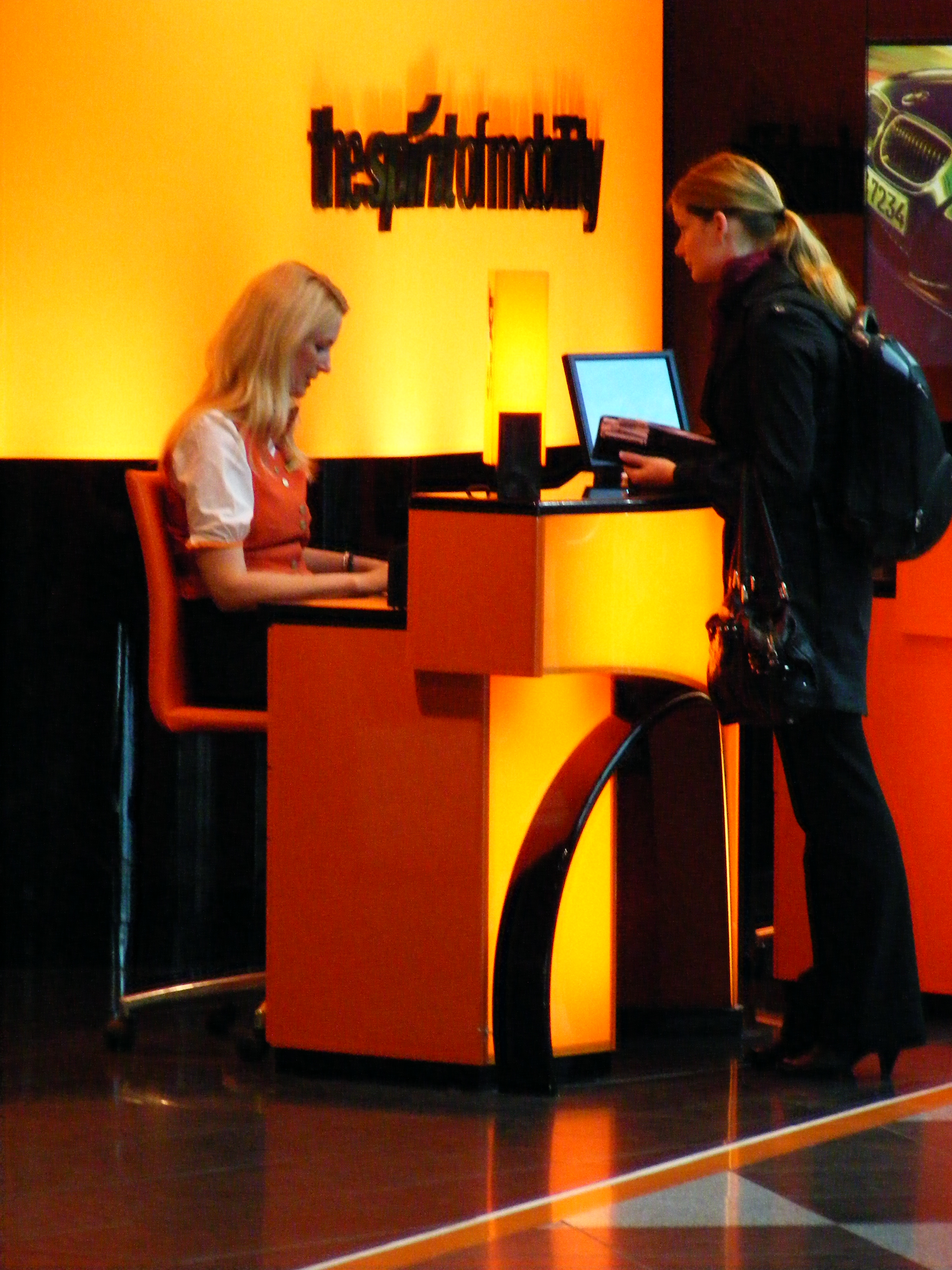
位於慕尼黑機場第二航廈的席克斯特租車櫃檯
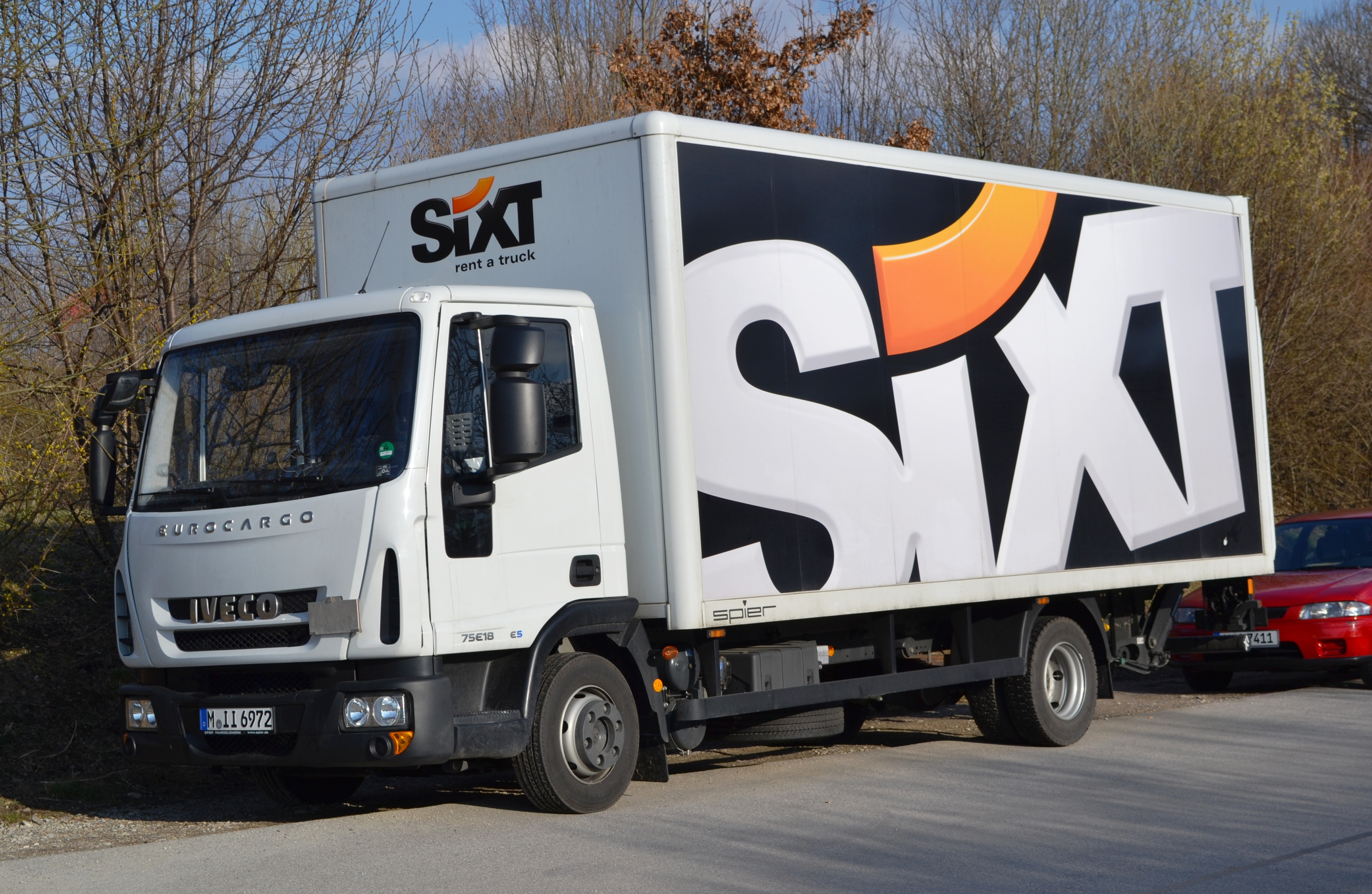
供租車的貨車
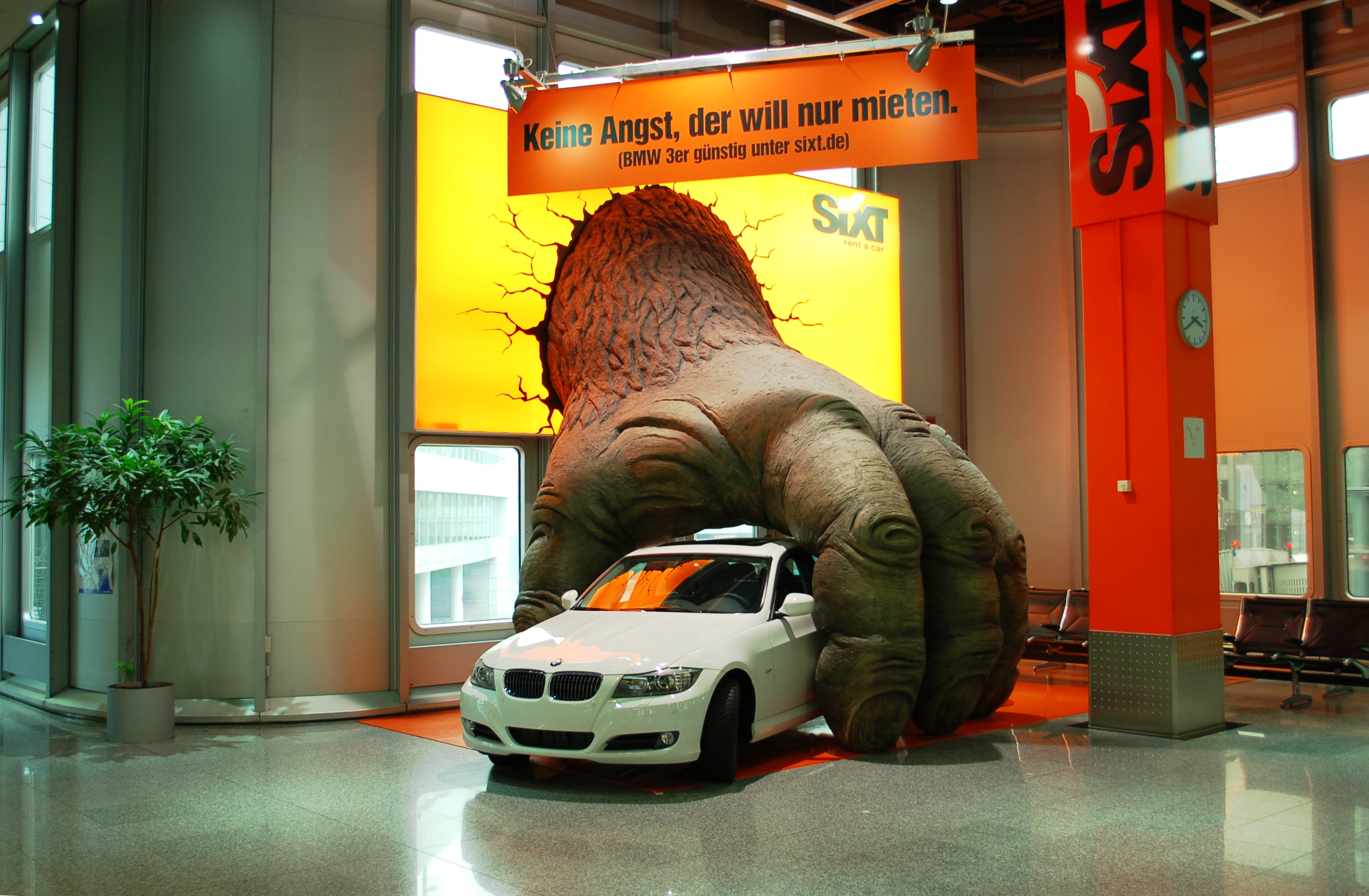
該公司在杜塞爾多夫國際機場的廣告

## 內部連結
- 汽車租賃

## 外部連結
- 中文官方網站 （页面存档备份，存于）
- （英文）英文官方網站 （页面存档备份，存于）
- （德文）德文官方網站
- （英文）席克斯特集團官方網站